# Aleksandra Česen
Aleksandra Česen (* 2. Oktober 1987) ist eine slowenische Fußballschiedsrichterin.
Seit 2014 steht Česen auf der Liste der FIFA-Schiedsrichter und leitet internationale Fußballpartien.
Bei der U-17-Europameisterschaft 2019 in Bulgarien leitete Česen zwei Gruppenspiele. Zudem leitete sie Spiele in der Qualifikation für die Europameisterschaft 2022 (drei Spiele), in der europäischen WM-Qualifikation für die Weltmeisterschaft 2023 (zwei Spiele), in der Qualifikation zur Women’s Champions League sowie Freundschaftsspiele.
Česen wohnt in Velesovo in der Gemeinde Cerklje na Gorenjskem und hat eine Tochter.